# Сенявская, Эльжбета

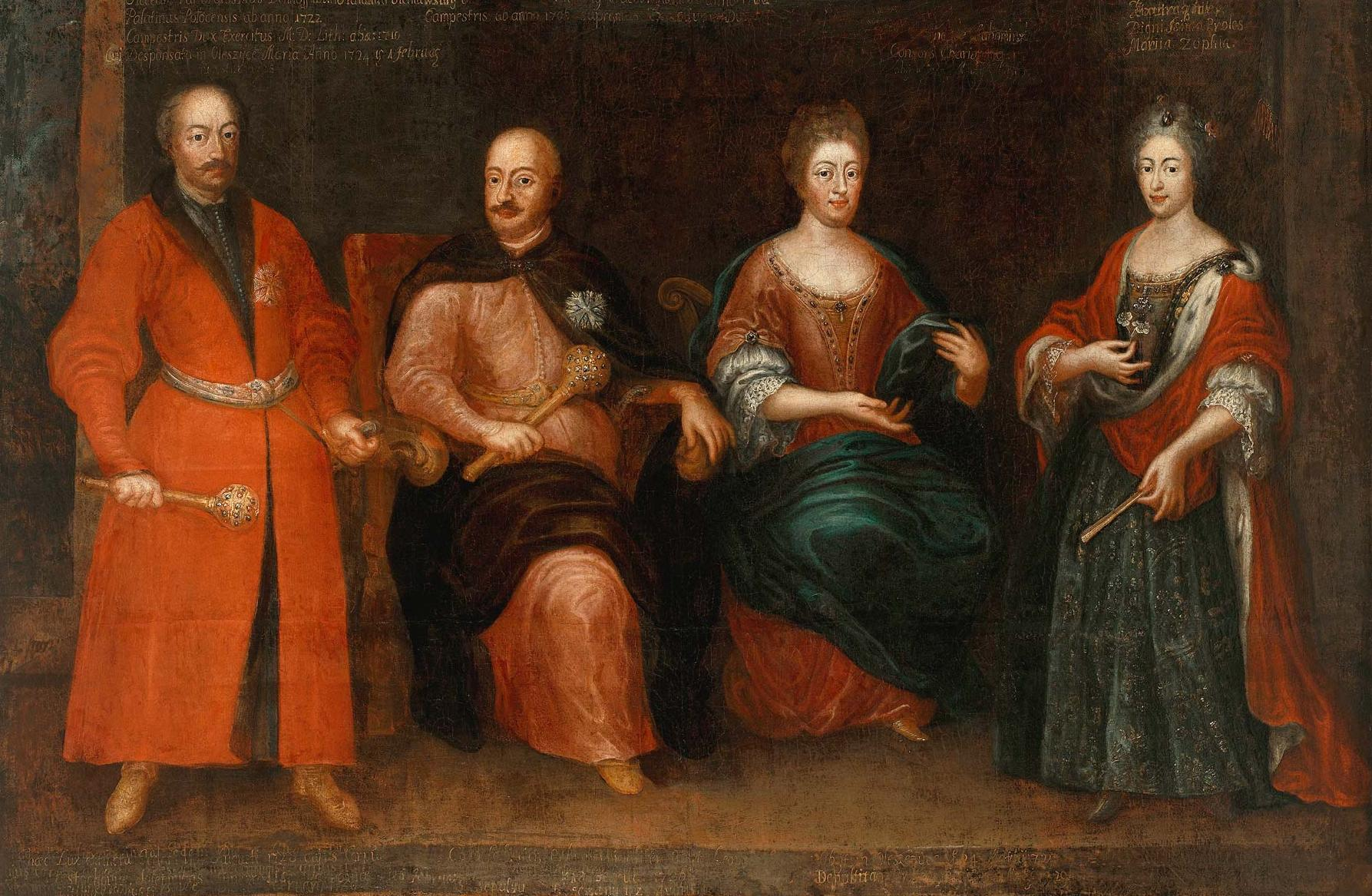
Семейство Сенявских (слева направо): Станислав Эрнест Денгоф, Адам Николай Сенявский, Эльжбета Хелена Сенявская, Мария София Сенявская. 1724—1726 гг.

Эльжбета Хелена Сенявская (пол. Elżbieta Helena Sieniawska; 1669 или 1670—1729) — княгиня из аристократического польского рода Любомирских герба «Шренява» (Дружина). Жена великого гетмана коронного и каштеляна краковского Адама Николая Сенявского (с 1687 года), последнего из рода Сенявских.
Единственная дочь от первого брака крупного магната Станислава Ираклия Любомирского, великого маршалка коронного Королевства Польского Речи Посполитой.
С 1680 года жила при дворе королевы Марии Казимиры. После свадьбы в 1687 вместе с мужем Адамом Николаем Сенявским предпочитала продолжать жить в Варшаве, в кругу доверенных людей королевы, часто бывая при дворе. На протяжении всей своей жизни Эльжбета Хелена Сенявская была активным участником политической жизни страны.
После провозглашения королём Речи Посполитой в 1697 году Августа Сильного, активно действовала с целью заключения мирного договора между Петром I и королём Швеции Карлом XII.
О её влиятельности, свидетельствует тот факт, что в 1711 году Эльжбета Хелена Сенявская пригласила на крещение своей дочери Марии Софии — русского царя Петра Великого, польского короля Августа II Польского и трансильванского князя Ференца Ракоци. Обряд крещения проходил в присутствии 15 тысячного войска.
После отречения Августа II содействовала Ференцу II Ракоци в выдвижении своей кандидатуры на польский престол.
После смерти в 1726 году своего мужа Адама Николая Сенявского под её управление отошли огромные владения (35 городов, 235 сел и Бережанский замок). Она стала одной из наибогатейших женщин Речи Посполитой.
Позже, выкупила у мужа своей дочери, королевича Константина Владислава Собеского г. Тарнополь и Олеско, а в 1720 году — также и Вилянув, где начала строительство боковых крыльев дворца и оранжерей. Благодаря инициативам и контролю Сенявской прежняя королевская резиденция восстановила своё великолепие и стал местом памяти короля Речи Посполитой Яна III Собеского.
В своих огромных поместьях активно занималась экономической и хозяйственно-торговой деятельностью, с успехом торговала производимой в имениях сельскохозяйственной продукцией.
После отъезда в Рим королевы-вдовы Марии Казимиры занималась управлением её многочисленным имуществом.
Подарила в наследство своей дочери Марии Софии дворцы в Вилянуве и Пулавах.
У супругов родилась единственная дочь Мария София (1699—1771), 1-й муж с 1724 года гетман польный литовский Станислав Эрнест Денгоф (ок. 1673—1728), 2-й муж с 1731 года воевода русский, князь Август Александр Чарторыйский (1697—1782).